# Theodore Parker

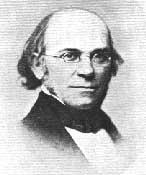
Theodore Parker

Theodore Parker, född 24 augusti 1810, död 10 maj 1860 var en amerikansk transcendentalist och reformerande präst inom den unitariska kyrkan. Parker var reformivrare och slaverimotståndare och hans egna ord och citat som han populariserade kom senare att influera Abraham Lincoln och Martin Luther King.

## Biografi

### Uppväxt
Theodore Parker föddes i Lexington, Massachusetts som yngsta barn i en stor jordbrukarfamilj. Hans farfar var John Parker, ledaren för Lexingtonmilisen i slaget vid Lexington. De flesta i hans familj hade dött när han var 27 år, troligen på grund av tuberkulos. Han fick privat utbildning och bedrev självstudier innan han blev student vid Harvard College och tog examen 1831. Han läste sedan vid Harvard Divinity School och tog examen där 1836. Parker inriktade sig på en studie av tysk teologi. Han drogs till Coleridges, Carlyles och Emersons idéer.

### Karriär
Parker kunde latin, grekiska, hebreiska och tyska. Hans dagbok och brev visar att han hade kännedom om många andra språk, däribland arameiska, syriska, arabiska, koptiska och ge'ez. Han övervägde en juridisk karriär men hans starka tro ledde honom till teologin. Parker ansåg att själen var odödlig och kom att tro på en Gud som inte skulle tillåta bestående skada mot någon i sin flock. Hans tro på Guds nåd fick honom att förkasta kalvinistisk teologi som grym och orimlig.
Parker studerade en tid under Convers Francis, som också predikade vid Parkers prästvigning. På 1830-talet började Parker gå på möten med Transcendental Club och lärde känna Ralph Waldo Emerson, Amos Bronson Alcott, Orestes Brownson och flera andra. Till skillnad från Emerson och andra transcendentalister ansåg dock Parker att rörelsen var grundad i djupt religiösa idéer och tyckte att den inte skulle dra sig ifrån religionen.
Parker hade i början en stark tro men började med tiden ställa frågor. Han lärde sig om den nya historisk-kritiska metoden i Bibelforskning som då växte i Tyskland, och kom att förneka traditionella synsätt. Parker angreps när han förnekade bibliska underverk och Bibelns och Jesus auktoritet. Vissa ansåg att han inte var kristen, nästan alla predikstolar i Bostonområdet stängdes för honom, och han förlorade vänner.
År 1841 höll han en predikan med titeln A Discourse on the Permanent and Transient in Christianity, där han omfattade åsikten att den historiska kristendomens skrifter inte avspeglade sanningen. År 1842 ledde hans tvivel honom till en öppen brytning med den ortodoxa teologin: han betonade omedelbara närhet och såg kyrkan som en gemenskap som betraktade Kristus som det högsta uttrycket för Gud. Till slut förnekade han alla mirakel, och såg Bibeln som full av motsägelser och misstag. Han behöll sin tro på Gud men framförde att människor upplevde Gud intuitivt och personligt och att människor skulle ställa den individuella upplevelsen i centrum för sin religiösa tro.
Parker tackade ja till några anhängares inbjudan att predika i Boston i januari 1845. Han höll sin första predikan där i februari.  Hans anhängare organiserade 28th Congregational Society of Boston i december och installerade Parker som präst i januari 1846. Hans församling, där Louisa May Alcott, William Lloyd Garrison, Julia Ward Howe och Elizabeth Cady Stanton ingick, växte till 7000.

### Död

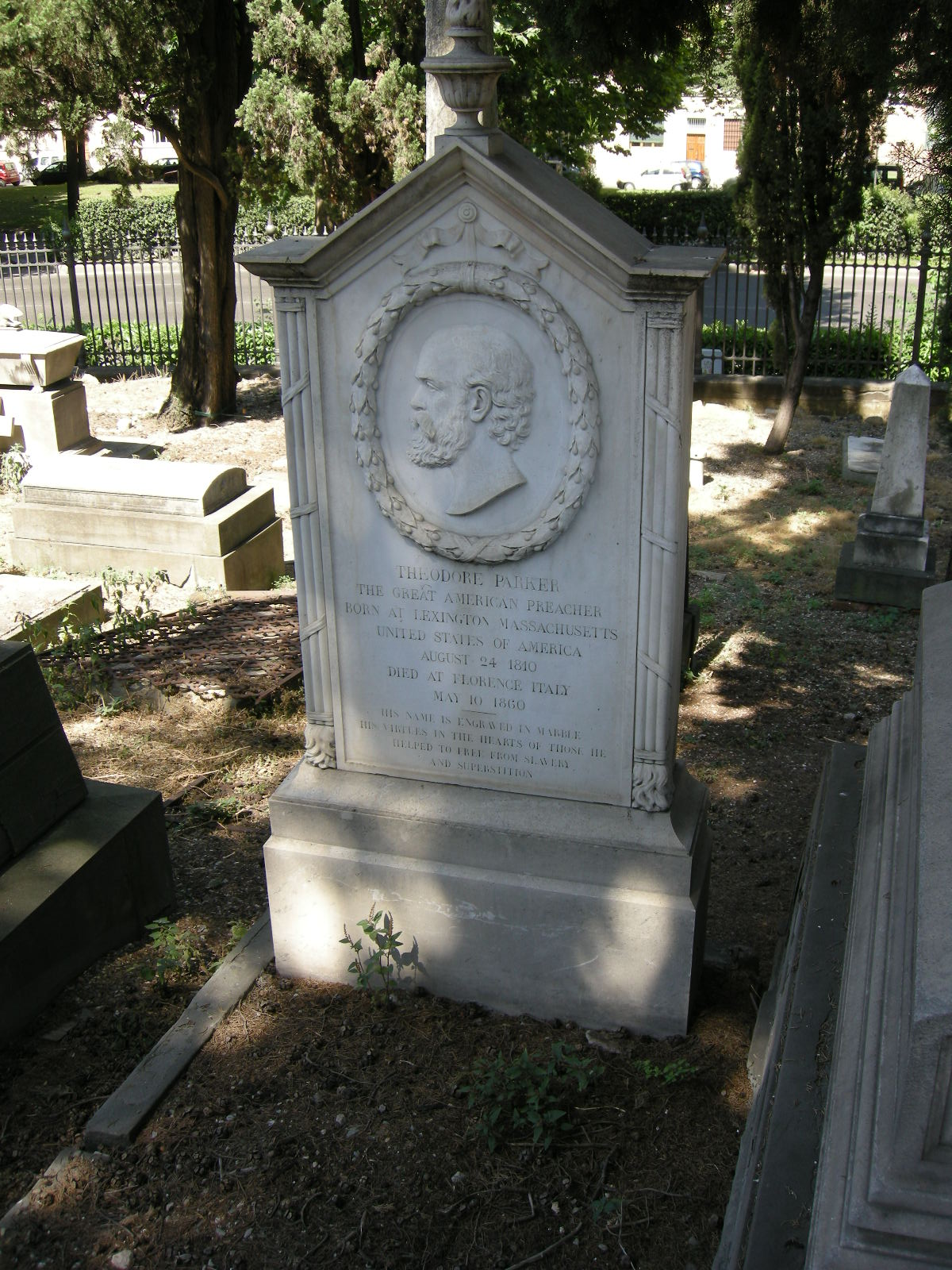
Theodore Parkers grav i Florens

Parkers dåliga hälsa tvingade honom att dra sig tillbaka 1859. Han fick tuberkulos och reste till Florens i Italien där han dog den 10 maj 1860. Han sökte sig till Florens på grund av sin vänskap med paret Browning [Elizabeth Barrett och Robert Browning], Isa Blagden och F.P. Cobbe, men dog knappt en månad efter sin ankomst.  Frances P. Cobbe samlade och publicerade hans skrifter i 14 band.
Parkers grav finns i Engelska kyrkogården i Florens.

## Samhällskritik och åsikter
Som Parkers tidiga levnadstecknare John White Chadwick skrev var Parker involverad i nästan alla tidens reformrörelser: "fred, nykterhet, utbildning, kvinnans ställning, strafflagstiftning, fängelsedisciplin, de rikas moraliska och mentala nöd, de fattigas materiella nöd" men ingen blev "en dominerande faktor i hans erfarenhet" med undantag av hans motstånd mot slaveriet. Parkers abolitionism blev hans mest kontroversiella ståndpunkt, vid en tidpunkt då den amerikanska unionen höll på att delas av slaverifrågan. Han skrev den dräpande To a Southern Slaveholder 1848, då krisen kring slaveriets avskaffande blev hetare.
Parker trotsade slaveriet och förespråkade brott mot lagen Fugitive Slave Law of 1850, en kontroversiell del av 1850 års kompromiss som krävde att förrymda slavar skulle återföras till sina ägare. Parker arbetade med många förrymda slavar, av vilka en del ingick i Parkers församling. Liksom i fallet med William och Ellen Craft, gömde han dem i sitt hem och blev aldrig straffad, fastän han blev åtalad.
Under kriget utan krigsförklaring i Kansas före det egentliga utbrottet av amerikanska inbördeskriget tillhandahöll Parker pengar till vapen till miliser. Som medlem av Secret Six stödde han slaverimotståndaren John Brown, som många ansåg vara terrorist, och skrev ett öppet brev, "John Brown's Expedition Reviewed," där han försvarade John Browns handlingar efter att Brown blivit arresterad, och försvarare slavars rätt att döda sina herrar.

## Arv
Bostons unitariska ledning var motståndare till Parker ända till slutet, men yngre präster beundrade honom för hans angrepp mot traditionella idéer, hans kamp för en fri tro och fria predikningar, och hans mycket offentliga ståndpunkter i samhällsfrågor som slaveriet. Unitariska universalisterna beskriver honom nu som "en kanonisk personlighet-modellen för en profetisk präst i den amerikanska unitariska traditionen" ("a canonical figure—the model of a prophetic minister in the American Unitarian tradition.")
År 1850 citerade och populariserade Parker John Wycliffes ord i prologen till den första engelska översättningen av Bibeln och använde frasen "of all the people, by all the people, for all the people" som senare influerade Abraham Lincolns Gettysburgtal.
I ord som gjordes berömda av Martin Luther King ett århundrade senare förutsåg Parker slaverimotståndets framgång: "I do not pretend to understand the moral universe; the arc is a long one… And from what I see I am sure it bends toward justice."

## Böcker på svenska
- En afhandling om religionen (anonym översättning?, Hellsten, 1862)
- Tio predikningar om religiositeten (anonym översättning?, Hellsten, 1864)
- Teism, ateism och kyrklig teologi: afhandlade i tio predikningar (anonym översättning?, Hellsten, 1865)
- Theodor Parker's samlade skrifter (översättning Victor Pfeiff, Edquist, 1866-1874) [tio band]
- Bönestunder (översättning H. H., Bonnier, 1868)
- Böner (Edquist, 1868)
- Amerikanske stormän och amerikanskt författarskap (Edquist, 1875)